# Misgolas campbelli
Misgolas campbelli là một loài nhện trong họ Idiopidae.
Loài này thuộc chi Misgolas. Misgolas campbelli được G. Wishart & D.M Rowell miêu tả năm 2008.